# 斐理斯四世
教宗聖斐利四世（拉丁語：Sanctus Felix PP. IV；？—530年9月22日），原名不詳，於526年7月12日至530年9月20日（或同年9月22日）在位為教宗。

## 譯名列表
- 参见教宗斐理斯一世